# Institut universitaire de technologie de l'Oise
L’institut universitaire de technologie de l'Oise est un institut universitaire de technologie dépendant de l'université de Picardie Jules-Verne.

## Historique
L'IUT de l'Oise (campus Beauvais et Creil)  a vu le jour en 1991 lors de la démolition de la délégation militaire de la caserne Taupin. Il a été créé à l’initiative de l’État qui prend en charge la création des Antennes Universitaires. La création de l’IUT de Beauvais a fait partie du « plan université 2000 » qui consistait à éviter que les jeunes issus de la Picardie partent faire leurs études en dehors de la région. Cette politique convenait à la ville de Beauvais qui désirait développer les études supérieures. L’inauguration de l’IUT a eu lieu en 1993[réf. nécessaire].
Le fondateur de l’IUT est Christian Villain. Il a dirigé le département GEA, puis l'IUT de 1992 à 1997. De plus, de 1996 à 1997, Christian Villain a été le premier directeur du site de Beauvais nouvellement construit, car de 1992 à 1996, l’IUT était rattaché à celui d’Amiens.
En 1998, à la suite du refus du ministère pour la création d'une filière maintenance industrielle le projet évolue vers la création d'une filière dédiée à l'environnement. Cette filière « hygiène, sécurité, environnement » est créée en 1999, qui offre deux spécialités : le traitement des déchets et les risques industriels.
Le département gestion des entreprises et des administrations a ouvert en 1992 et a été le premier département sur le site de Beauvais. La première promotion comptait 45 étudiants dans l’option Finance Comptabilité. L’IUT était alors hébergé dans le quartier Saint Quentin. En 1994, il s’est installé dans les locaux de l’Antenne universitaire (premier cycle de lettres modernes et de langues appliquées). La même année un département techniques de commercialisation est créé sur le site de Beauvais. L’entrée dans les locaux dévolus à l’IUT se fait en septembre 1996[réf. nécessaire].
Une deuxième option, petites et moyennes industries, petites et moyennes organisations, est ouverte en septembre 2001. Depuis 2002, une licence professionnelle, intitulée développement commercial et gestion des échanges (DCGE), est ouverte.
En septembre 2004, la licence professionnelle « contrôle de gestion » PMI/PMO, est créée et rattachée au département, en collaboration avec la faculté d’économie et gestion d’Amiens. Cette licence aura les honneurs de la presse nationale[réf. nécessaire].
2014 voit l'arrivée d'un nouveau directeur, Sofiane Tahi, dont l'ambition est de faire de Creil une ville universitaire.
En 2010, l’option ressources humaines, montée par le chef de département Philippe Demeusy, est validée par le ministère et a ouvert en septembre 2010.
En 2016 des étudiantes relancent Radio MAD'NS, radio qui prend la suite de Radio campus lancée l'année précédente.
En mars 2020, les IUT de Creil et Beauvais sont parmi les seuls établissements d'enseignement supérieurs à fermer leurs portes pour cause de Coronavirus. Le département de l'Oise s'est singularisé à l'époque par des confinements opérés avant le confinement national.
En 2022, une formation "laïcité et religion", obligatoire pour les aumôniers militaires, carcéraux ou en milieu hospitalier, est ouverte à Creil.

## Généralités
Le site de Beauvais de l'IUT de l’Oise a une architecture en forme de bateau. C'est l’un des deux sites de l’IUT de l’Oise, l’autre étant  le site de Creil. L'IUT de l’Oise est actuellement[Quand ?] dirigé par Sofiane Tahi.
L'établissement de Creil est situé dans le cadre du Parc Rouher, site pittoresque inscrit à l'Inventaire des sites classés et inscrits de l’Oise.
L'établissement est classé par Thotis à la 80ème place de son classement général pour 2022.

## Formations et diplômes
L'IUT de l'Oise propose un ensemble de formations de niveau BAC+2 et BAC+3, ainsi que des formations en alternance.

### DUT
Sur le site de Beauvais : DUT GEA "Gestion des Entreprises et des Administrations", DUT TC "Technique de Commercialisation"
Sur le site de Creil : DUT TC "Technique de Commercialisation", DUT GLT "Gestion Logistique et Transport", DUT HSE "Hygiène Sécurité Environnement"

### Licences Pro
Sur le site de Beauvais : LP "Développement Commercial et Gestion des Échanges", LP "Contrôle de Gestion PME/PMI", LP "Gestion de la Comptabilité et de la Paye", LP "Gestion des Ressources Humaines", LP "Entrepreneuriat et Management PME/PMI"
Sur le site de Creil : LP "Management des Collectivités Territoriales", LP "Gestion des Systèmes Logistiques", LP "Sécurité des Biens et des Personnes"

### Autre
Le DAEU (option littéraire) : diplôme d'accès aux études universitaires
Le DUETI : diplôme universitaire d'études technologiques internationales

## Classement
En 2022, l'établissement est classé 80e du classement complet réalisé par Thotis.